# Zima na Páté avenue
Zima na Páté avenue (anglicky Winter, Fifth Avenue) je černobílá fotografie, kterou pořídil Alfred Stieglitz v roce 1893. Fotografie byla pořízena na rohu Páté Avenue a 35. ulice v New Yorku. Byl to jeden z prvních snímků, které Stieglitz pořídil pomocí praktičtějšího malého ručního fotoaparátu  o formátu 4x5" po svém návratu z Evropy.

## Historie a popis
Stieglitz později napsal, že tato fotografie byla výsledkem tříhodinového čekání v dosti nevlídné sněhové bouři: „Abyste získali snímky pomocí ručního fotoaparátu, je dobré si vybrat téma bez ohledu na postavy a pečlivě prostudovat linie a osvětlení. Poté, co je o nich rozhodnuto, sledujte kolemjdoucí postavy a vyčkejte na okamžik, kdy je vše v rovnováze; což znamená, že okolnosti uspokojí vaše oko. To často znamená hodiny trpělivého čekání. Má fotografie Zima na Páté avenue je výsledkem tříhodinového stání během prudké sněhové bouře 22. února 1893 a čekání na správný okamžik. Moje trpělivost byla náležitě odměněna. Výsledek samozřejmě obsahoval prvek náhody, protože jsem tam mohl stát hodiny, aniž bych uspěl, abych získal požadovaný snímek.“
Obraz zachycuje kočár projíždějící zasněženou městskou krajinou. Efekt rozmazání sněhu dodává snímku impresionistickou atmosféru. Snímek byl později autorem chybně datován jako pořízený 22. února 1892, ale mohl být pořízen až následující rok, 22. února 1893, soudě podle popisu počasí obou dnů.
Mezi dalšími sbírkami jsou otisky obrazu v Národní galerii ve Washingtonu, Washington, DC, Metropolitním muzeu umění, New York, Muzeu moderního umění, New York, The Minneapolis Institute of Arts.

## Galerie
Různé varianty provedení a ořezu výsledného pozitivu:

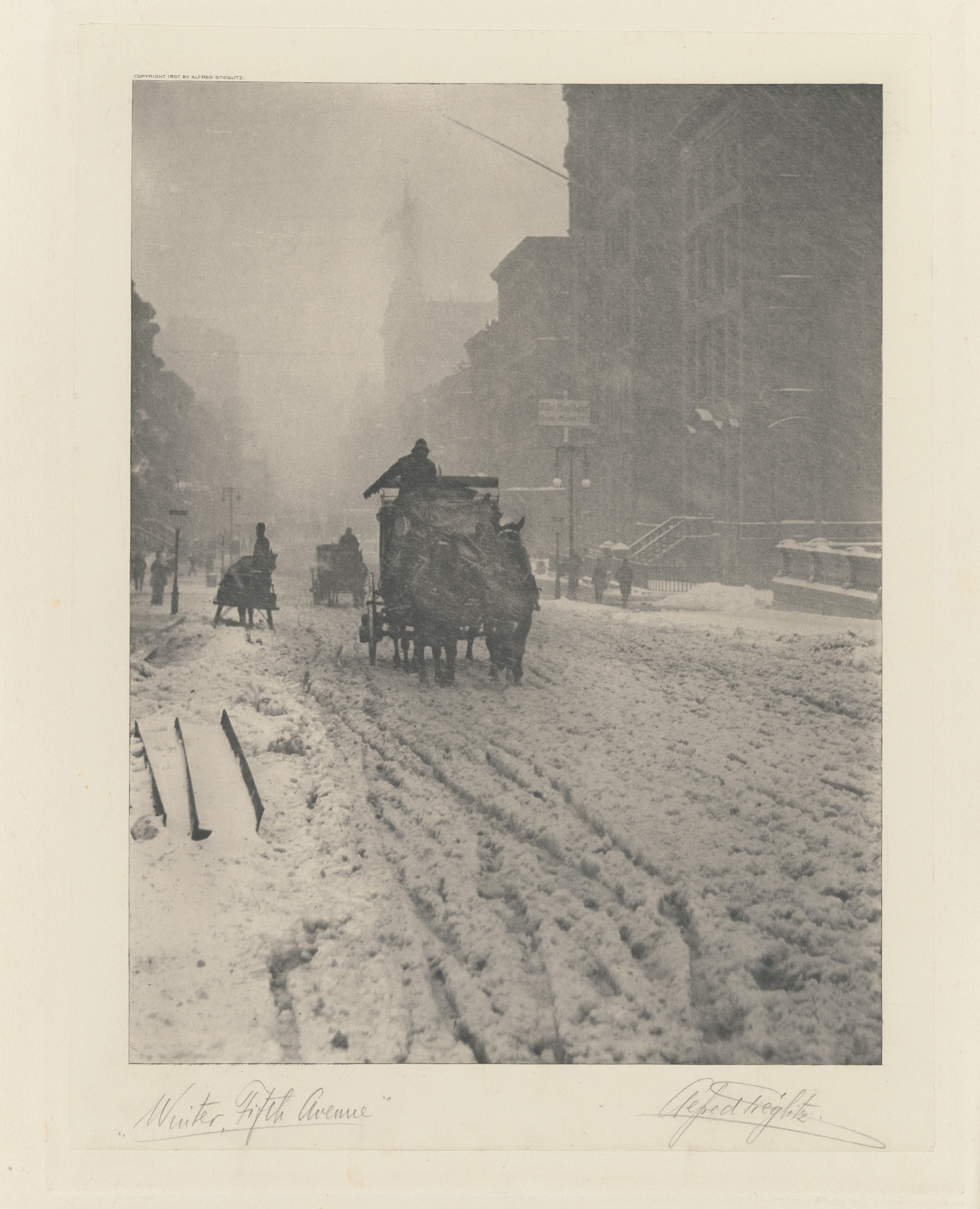
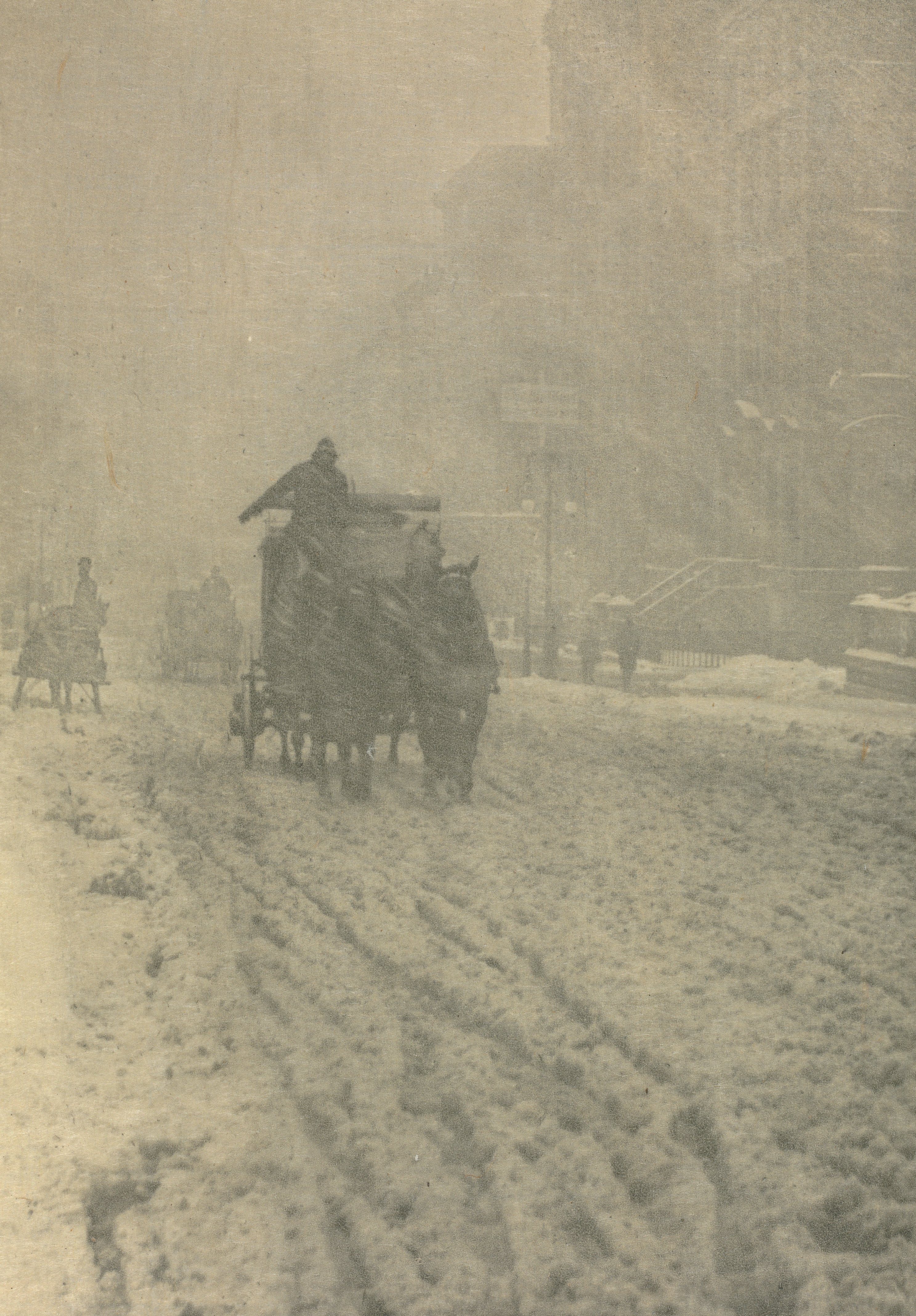